# Atletica leggera ai Giochi della II Olimpiade - 200 metri piani
La gara dei 200 metri piani dei Giochi della II Olimpiade si tenne il 22 luglio 1900 a Parigi, in occasione dei secondi Giochi olimpici dell'era moderna. La competizione si disputa ben otto giorni dopo i 100 metri e sette giorni dopo i 400 metri, quando invece nelle competizioni sportive dilettantistiche le pause tra due gare vicine erano normalmente molto inferiori.

## L'eccellenza mondiale
In campo internazionale la specialità è ancora poco popolare. Molto più praticate sono le 220 iarde (201,168 metri). Negli anni 1895-96-97 Bernard Wefers ha trionfato ai campionati nazionali USA. Ad Atene 1896, dove sarebbe stato sicuro protagonista (aveva un personale di 22”1y), la gara non si disputò. Wefers chiuse la carriera prima dei Giochi di Parigi (accettò l'incarico di allenatore al New York Athletic Club).

Nel 1899 ha vinto il titolo nazionale Maxwell Long (22”4y), specialista del giro di pista: infatti a Parigi si è iscritto ai 400 metri. James Maybury, titolare del record americano sulle 220 iarde in rettilineo (21”4y), è assente a Parigi.

## Risultati

### Primo turno
Nel primo turno si disputarono due batterie; i primi due si qualificarono per la finale.
Batteria 1
| Pos. | Nazione          | Atleta                 | Tempo |
| ---- | ---------------- | ---------------------- | ----- |
| 1    | Stati Uniti      | William Holland        | 24"0  |
| 2    | India Britannica | Norman Pritchard       | n/d   |
| 3    | Francia          | Adolphe Klingelhoeffer | n/d   |
| 4    | Ungheria         | Ernő Schubert          | n/d   |

Batteria 2
| Pos. | Nazione     | Atleta            | Tempo  |
| ---- | ----------- | ----------------- | ------ |
| 1    | Australia   | Stan Rowley       | 25"0   |
| 2    | Stati Uniti | Walter Tewksbury  | (25"1) |
| 3    | Norvegia    | Yngvar Bryn       | n/d    |
| 4    | Germania    | Albert Werkmüller | n/d    |

### Finale
| Pos.    | Nazione          | Atleta           | Età | Tempo ufficiale | Tempo stimato |
| ------- | ---------------- | ---------------- | --- | --------------- | ------------- |
| Oro     | Stati Uniti      | Walter Tewksbury | 24  | 22"2            |               |
| Argento | India Britannica | Norman Pritchard | 23  |                 | (22"8e)       |
| Bronzo  | Australia        | Stan Rowley      | 24  |                 | (22"9e)       |
| 4       | Stati Uniti      | William Holland  | 26  |                 | (22"9e)       |

Walter Tewksbury disputò la sua ultima gara il 24 settembre a Montréal (vittoria con 22"1, nuovo record personale). Successivamente abbandonò l'attività sportiva dilettantistica ed iniziò l'attività professionale in campo medico.